# Livlinan som brast
Livlinan som brast är en dokumentärserie i tre delar om Estoniakatastrofen. Serien sändes hösten 2002 i TV4.

## Avsnitt 1: De överlevandes berättelse
I det första avsnittet berättade de som överlevde katastrofen om vad de fick vara med om under olycksnatten. Även ytbärgare och sjömän ifrån räddningsmanskapet berättade om räddningen av de överlevande. Det som är specifikt med det första avsnittet är att man har tagit med filmade klipp ifrån färjan och räddningen.

## Avsnitt 2: Den vita båten
I avsnitt två berättar grundarna bakom rederiet Estline hur färjetrafiken mellan Sverige och Estland kom igång. De berättar om den estniska folkmytologin om "det vita skeppet" (som kom att bli Estonia) som skulle föra bort dem ifrån helvetet de levde i under sovjettiden. Man berättar även om Estonias uppbyggnad och om de felaktiga konstruktionerna som sänkte fartyget. 
Heiki Tann från Estland berättar också om sitt liv i Estland under sovjettiden.

## Avsnitt 3: En sjögrav för sanningen
Avsnitt tre berättas om det politiska efterspel som följde katastrofen.